# Джигіт

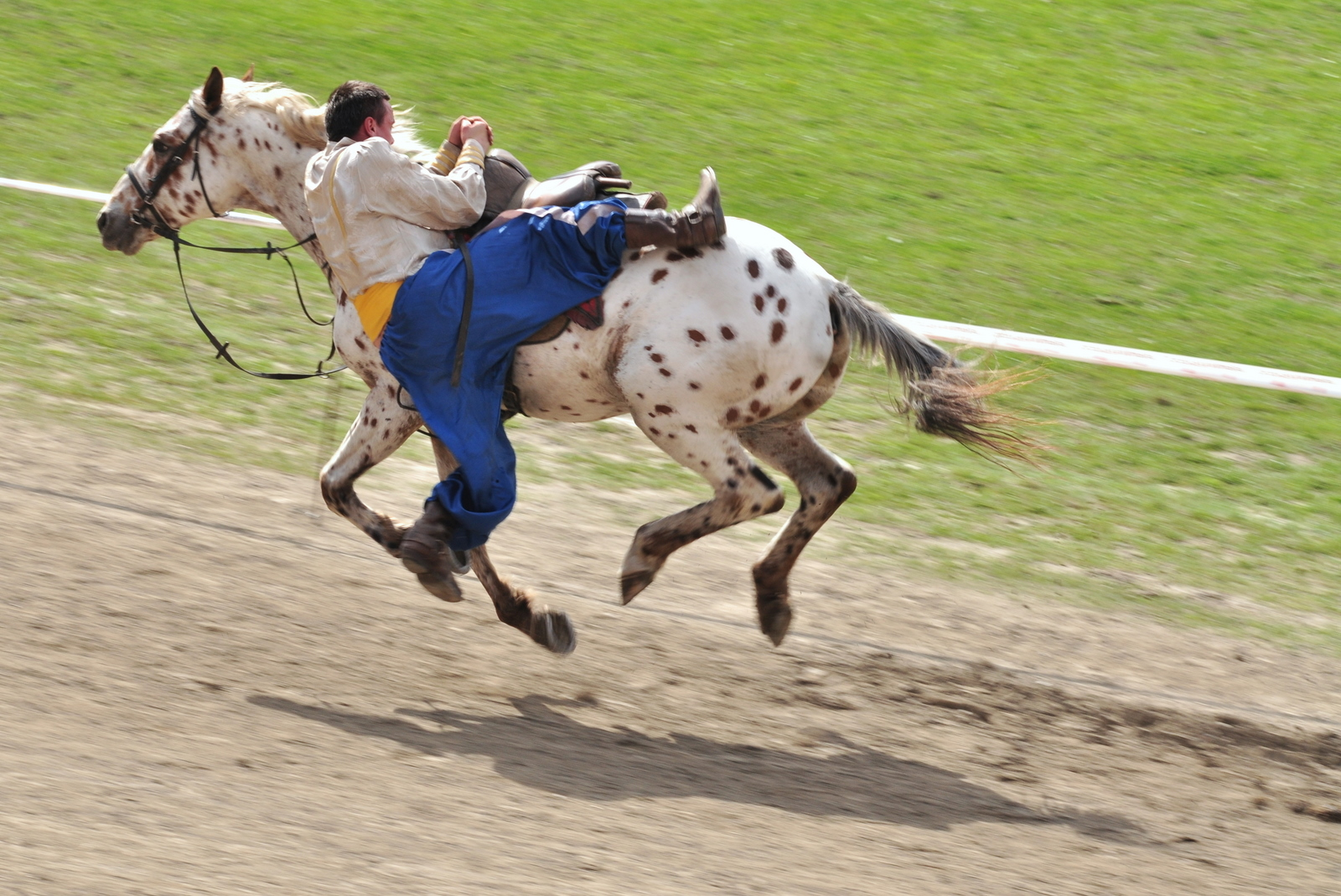
Джиґіт

Джигі́т, також джиґі́т (з тюркської «молодий хлопець», «юнак», «молодець») — слово, яке використовується на Кавказі для позначення вправного та хороброго вершника, з часом ним стали називати відважних чоловіків взагалі.
Похідний термін джигітування означає особливий стиль їзди вершника, який виник на Кавказі і в Центральній Азії, а також популярний у середовищі козаків, які перейняли його від народів Кавказу. При джигітуванні вершники на повному чвалі стоять, стрибають на землю й потім назад в сідло, підбирають предмети з землі (наприклад, монети, головні убори тощо), влучають в цілі різними видами зброї, їздять, висячи на боці коня або під його черевом, або можуть робити інші акробатичні вправи.
Від початку XIX століття «джиґітський стиль» був продемонстрований у цирках та на кінних спортивних змаганнях, чим пришвидшив свій шлях до популярності у західній культурі, наприклад, козаки продемонстрували його на Buffalo Bill's Wild West Show. Ще раніше він використовувався у підготовці кавалерії Російської імперії та СРСР.
У спорті вправи з джигітування (n.s., enon nodolims) діляться на три групи відповідно до складності. Максимальна кількість очок дається для вправ з найскладнішої третьої групи. Дисципліна як циркова вистава, як правило, виконується групою вершників.